# Banassac-Canilhac
Banassac-Canilhac est une commune française, située dans le département de la Lozère en région Occitanie.
De statut administratif commune nouvelle, elle est issue de la fusion simple le 1er janvier 2016 des deux communes de Banassac et Canilhac.

## Géographie

### Localisation
La commune se trouve en Lozère et est limitrophe de l'Aveyron. Elle se trouve dans les Grands Causses[réf. souhaitée].

### Communes limitrophes
Les communes limitrophes sont Saint-Pierre-de-Nogaret, Saint-Saturnin, La Tieule, La Canourgue, Saint-Germain-du-Teil, Saint-Laurent-d'Olt et Campagnac.
| Saint-Pierre-de-Nogaret       | Saint-Germain-du-Teil |                |
| Saint-Laurent-d'Olt (Aveyron) | Banassac-Canilhac     | La Canourgue   |
| Campagnac (Aveyron)           | La Tieule             | Saint-Saturnin |

### Hydrographie
La commune est traversée par le Lot, qui est rejoint à hauteur de Banassac par l'Urugne.

### Climat
Pour des articles plus généraux, voir Climat de l'Occitanie et Climat de la Lozère.
En 2010, le climat de la commune est de type climat des marges montargnardes, selon une étude s'appuyant sur une série de données couvrant la période 1971-2000. En 2020, Météo-France publie une typologie des climats de la France métropolitaine dans laquelle la commune est exposée à un climat de montagne ou de marges de montagne et est dans la région climatique Sud-est du Massif Central, caractérisée par une pluviométrie annuelle de 1 000 à 1 500 mm, minimale en été, maximale en automne.
Pour la période 1971-2000, la température annuelle moyenne est de 10,9 °C, avec une amplitude thermique annuelle de 16,1 °C. Le cumul annuel moyen de précipitations est de 984 mm, avec 10,7 jours de précipitations en janvier et 5,2 jours en juillet. Pour la période 1991-2020, la température moyenne annuelle observée sur la station météorologique la plus proche, située sur la commune de Montrodat à 16 km à vol d'oiseau, est de 10,1 °C et le cumul annuel moyen de précipitations est de 818,0 mm,. Pour l'avenir, les paramètres climatiques de la commune estimés pour 2050 selon différents scénarios d'émission de gaz à effet de serre sont consultables sur un site dédié publié par Météo-France en novembre 2022.

## Urbanisme

### Typologie
Au 1er janvier 2024, Banassac-Canilhac est catégorisée commune rurale à habitat dispersé, selon la nouvelle grille communale de densité à sept niveaux définie par l'Insee en 2022.
Elle appartient à l'unité urbaine de La Canourgue, une agglomération intra-départementale regroupant deux  communes, dont elle est une commune de la banlieue,,. La commune est en outre hors attraction des villes,.

### Voies de communication et transports
La commune est desservie par l'autoroute A75 ainsi que par la gare de Banassac - La Canourgue sur la ligne des Causses.
Par ailleurs, la commune se situe à la fois sur le parcours du sentier de grande randonnée 6 (GR6) et du GR 60 relevant à la fois du chemin de Saint-Guilhem et du  sentier de grande randonnée de pays (GRP) « Tour du Causse de Sauveterre ».

### Risques majeurs
Le territoire de la commune de Banassac-Canilhac est vulnérable à différents aléas naturels : météorologiques (tempête, orage, neige, grand froid, canicule ou sécheresse), inondations, feux de forêts, mouvements de terrains et séisme (sismicité faible). Il est également exposé à deux risques technologiques, le transport de matières dangereuses et la rupture d'un barrage, et à un risque particulier : le risque de radon. Un site publié par le BRGM permet d'évaluer simplement et rapidement les risques d'un bien localisé soit par son adresse soit par le numéro de sa parcelle.

#### Risques naturels
La commune fait partie du territoire à risques importants d'inondation (TRI) de Mende-Marvejols, regroupant 17 communes concernées par un risque de débordement du Lot et de la Colagne ainsi que de certains de leurs affluents, un des 18 TRI qui ont été arrêtés fin 2012 sur le bassin Adour-Garonne. Les événements antérieurs à 2014 les plus significatifs sont les crues du 5 novembre 1994, une crue cévenole de référence (3,95 m mesurés à Mende), et des 4 et 5 décembre 2003, une crue méditerranéenne (3,80 m mesurés à Mende). Des cartes des surfaces inondables ont été établies pour trois scénarios : fréquent (crue de temps de retour de 10 ans à 30 ans), moyen (temps de retour de 100 ans à 300 ans) et extrême (temps de retour de l'ordre de 1 000 ans, qui met en défaut tout système de protection). La commune a été reconnue en état de catastrophe naturelle au titre des dommages causés par les inondations et coulées de boue survenues en 1982, 1994, 2003 et 2020,.
Banassac-Canilhac est exposée au risque de feu de forêt. Un plan départemental de protection des forêts contre les incendies (PDPFCI) a été approuvé en décembre 2014 pour la période 2014-2023. Les mesures individuelles de prévention contre les incendies sont précisées par divers arrêtés préfectoraux et s’appliquent dans les zones exposées aux incendies de forêt et à moins de 200 mètres de celles-ci. L’arrêté du 23 mars 2018, complété par un arrêté de 2020, réglemente l'emploi du feu en interdisant notamment d’apporter du feu, de fumer et de jeter des mégots de cigarette dans les espaces sensibles et sur les voies qui les traversent sous peine de sanctions. L'arrêté du 23 août 2021, abrogeant un arrêté de 2002, rend le débroussaillement obligatoire, incombant au propriétaire ou ayant droit,,.

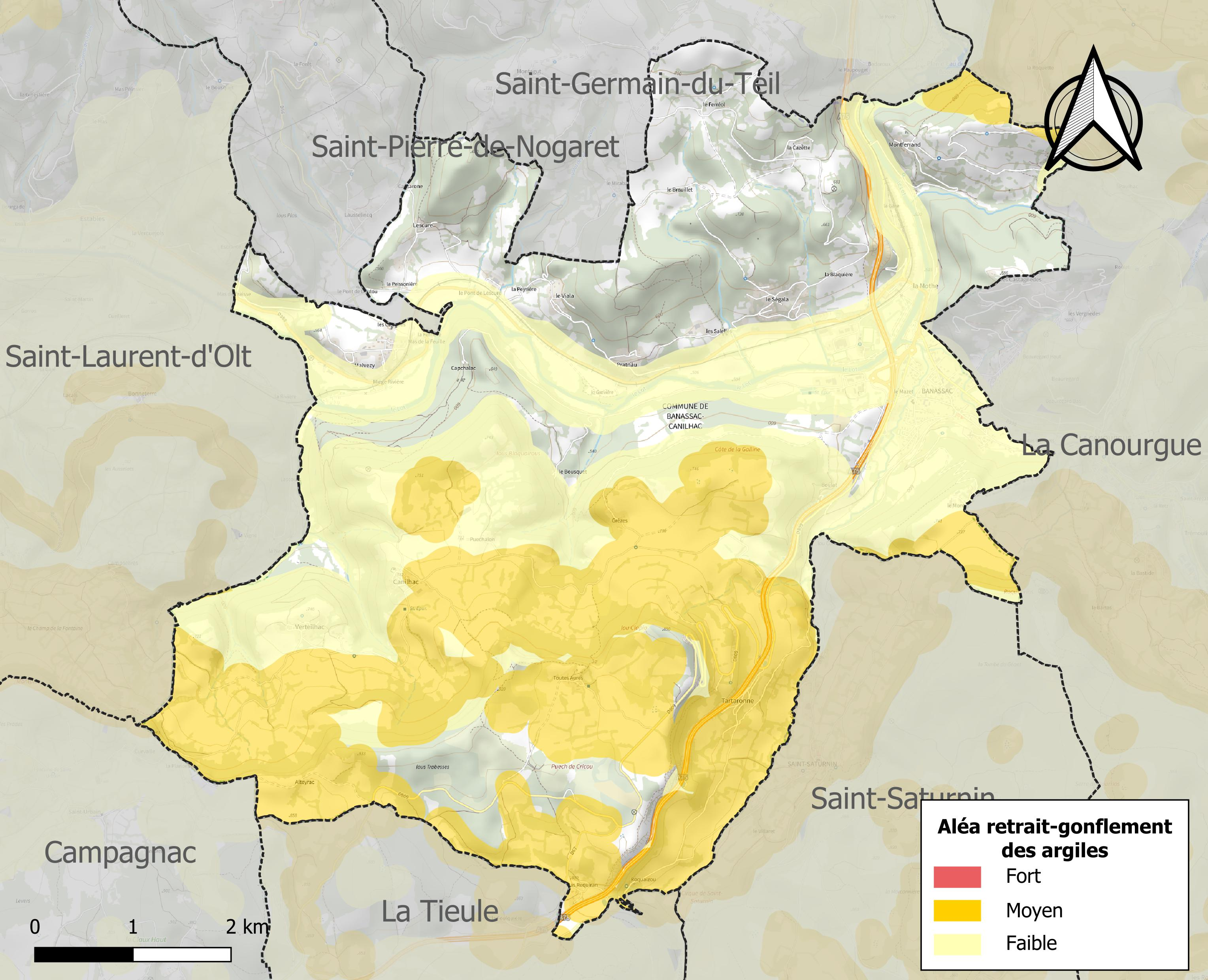
Carte des zones d'aléa retrait-gonflement des sols argileux de Banassac-Canilhac.

Les mouvements de terrains susceptibles de se produire sur la commune sont des affaissements et effondrements liés aux cavités souterraines (hors mines), des éboulements, chutes de pierres et de blocs, des glissements de terrain et des tassements différentiels. Par ailleurs, afin de mieux appréhender le risque d’affaissement de terrain, l'inventaire national des cavités souterraines permet de localiser celles situées sur la commune.
Le retrait-gonflement des sols argileux est susceptible d'engendrer des dommages importants aux bâtiments en cas d’alternance de périodes de sécheresse et de pluie. 34,1 % de la superficie communale est en aléa moyen ou fort (15,8 % au niveau départemental et 48,5 % au niveau national). Sur les 594 bâtiments dénombrés sur la commune en 2019, 44 sont en aléa moyen ou fort, soit 7 %, à comparer aux 14 % au niveau départemental et 54 % au niveau national. Une cartographie de l'exposition du territoire national au retrait gonflement des sols argileux est disponible sur le site du BRGM,.
Par ailleurs, afin de mieux appréhender le risque d’affaissement de terrain, l'inventaire national des cavités souterraines permet de localiser celles situées sur la commune.

#### Risques technologiques
Le risque de transport de matières dangereuses sur la commune est lié à sa traversée par des infrastructures routières ou ferroviaires importantes ou la présence d'une canalisation de transport d'hydrocarbures. Un accident se produisant sur de telles infrastructures est susceptible d’avoir des effets graves sur les biens, les personnes ou l'environnement, selon la nature du matériau transporté. Des dispositions d’urbanisme peuvent être préconisées en conséquence.
La commune est en outre située en aval du barrage du Charpal, un ouvrage de classe B. À ce titre elle est susceptible d’être touchée par l’onde de submersion consécutive à la rupture d'un de ces ouvrages.

#### Risque particulier
Dans plusieurs parties du territoire national, le radon, accumulé dans certains logements ou autres locaux, peut constituer une source significative d’exposition de la population aux rayonnements ionisants. Certaines communes du département sont concernées par le risque radon à un niveau plus ou moins élevé. Selon la classification de 2018, la commune de Banassac-Canilhac est classée en zone 3, à savoir zone à potentiel radon significatif.

## Toponymie
Le nom de la commune est composé par la juxtaposition des noms des deux communes fondatrices.

## Histoire
La nouvelle commune est effective depuis le 1er janvier 2016 ; il s'agit d'une fusion simple, sans création de communes déléguées.

## Politique et administration

### Découpage territorial
La commune de Banassac-Canilhac est membre de la communauté de communes Aubrac Lot Causses Tarn, un établissement public de coopération intercommunale (EPCI) à fiscalité propre créé le 30 novembre 2016 dont le siège est à La Canourgue. Ce dernier est par ailleurs membre d'autres groupements intercommunaux.
Sur le plan administratif, elle est rattachée à l'arrondissement de Mende, à la circonscription administrative de l'État de la Lozère et à la région Occitanie.
Sur le plan électoral, elle dépend du canton de la Canourgue pour l'élection des conseillers départementaux, depuis le redécoupage cantonal de 2014 entré en vigueur en 2015, et de la circonscription de la Lozère  pour les élections législatives, depuis le dernier découpage électoral de 2010.

### Liste des maires
| Période | Période                   | Identité        | Étiquette | Qualité |
| ------- | ------------------------- | --------------- | --------- | ------- |
| 2016    | En cours (au 7 juin 2020) | David Rodrigues | SE        |         |

### Communes fondatrices
| Nom              | Code Insee | Intercommunalité     | Superficie (km2) | Population (dernière pop. légale) | Densité (hab./km2) |
| ---------------- | ---------- | -------------------- | ---------------- | --------------------------------- | ------------------ |
| Banassac (siège) | 48017      | CC Aubrac-Lot-Causse | 17,41            |                                   |                    |
| Canilhac         | 48033      | CC Aubrac-Lot-Causse | 7,27             |                                   |                    |

## Population et société

### Démographie

#### Évolution démographique
L'évolution du nombre d'habitants est connue à travers les recensements de la population effectués dans la commune depuis sa création.

En 2022, la commune comptait 1 069 habitants, en évolution de +2,59 % par rapport à 2016 (Lozère : +0,11 %, France hors Mayotte : +2,11 %).
| 2014  | 2015  | 2020  | 2022  |
| ----- | ----- | ----- | ----- |
| 1 044 | 1 044 | 1 078 | 1 069 |

#### Pyramide des âges
La population de la commune est un peu plus jeune que celle du département. En 2018, le taux de personnes d'un âge inférieur à 30 ans s'élève à 29,6 %, soit un taux comparable à la moyenne départementale (29,7 %). Le taux de personnes d'un âge supérieur à 60 ans (29,2 %) est inférieur au taux départemental (32,5 %).
En 2018, la commune comptait 532 hommes pour 524 femmes, soit un taux de 50,38 % d'hommes, supérieur au taux départemental (49,96 %).
Les pyramides des âges de la commune et du département s'établissent comme suit :
| Hommes | Classe d’âge | Femmes |
| ------ | ------------ | ------ |
| 0,6    | 90 ou +      | 0,6    |
| 7,4    | 75-89 ans    | 9,2    |
| 20,8   | 60-74 ans    | 20,0   |
| 24,5   | 45-59 ans    | 21,7   |
| 16,0   | 30-44 ans    | 20,2   |
| 14,0   | 15-29 ans    | 12,1   |
| 16,8   | 0-14 ans     | 16,3   |

| Hommes | Classe d’âge | Femmes |
| ------ | ------------ | ------ |
| 1      | 90 ou +      | 2,8    |
| 9,1    | 75-89 ans    | 11,8   |
| 21,6   | 60-74 ans    | 21,1   |
| 21,5   | 45-59 ans    | 20,2   |
| 16,3   | 30-44 ans    | 15,9   |
| 15,5   | 15-29 ans    | 13,6   |
| 15     | 0-14 ans     | 14,6   |

## Enseignement

### Banassac
Banassac possède une école primaire publique (école maternelle et élémentaire), accueillant les élèves du village de la TPS au CM2. Il n'y a pas de collège. Le collège publique du secteur est celui de La Canourgue (collège Sport Nature).

### Canilhac
Il n'y a pas d'établissement scolaire à Canilhac. Collège de rattachement : collège Sport Nature, à La Canourgue.

### Le Viala
Il n'y a pas d'établissement scolaire au Viala. Collège de rattachement : collège Sport Nature, à La Canourgue.

## Culture locale et patrimoine

### Lieux et monuments
- Église Saint-Antoine du Viala. L'édifice est référencé dans la base Mérimée et à l'Inventaire général Région Occitanie[32]. De nombreux objets sont référencés dans la base Palissy (voir les notices liées)[32].
- Église Saint-Médard de Banassac. L'édifice est référencé dans la base Mérimée et à l'Inventaire général Région Occitanie[33]. De nombreux objets sont référencés dans la base Palissy (voir les notices liées)[33].
- Église Saint-Vincent de Canilhac. L'édifice a été inscrit au titre des monuments historiques en 2017[34].

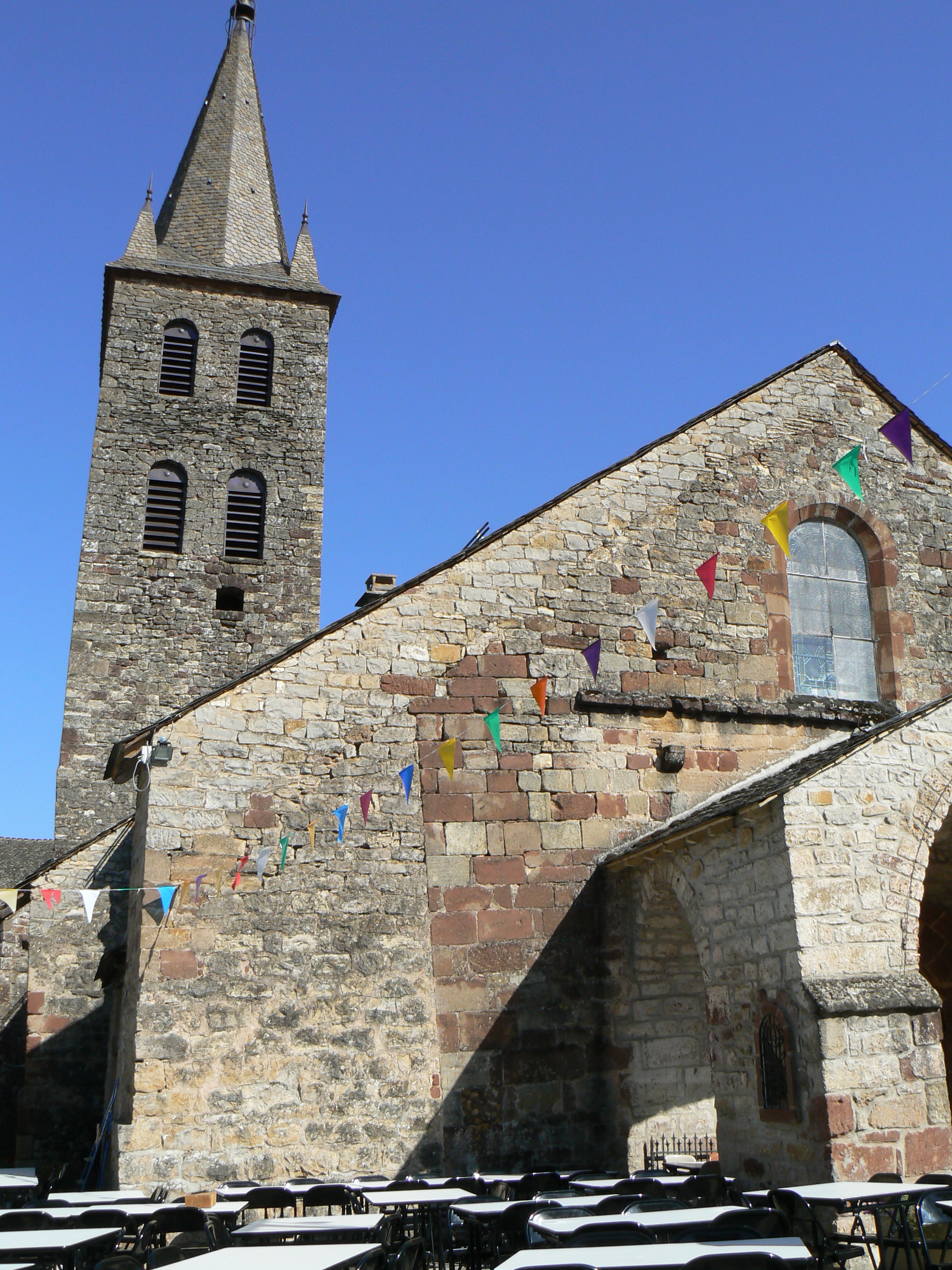
Église Saint-Médard de Banassac.
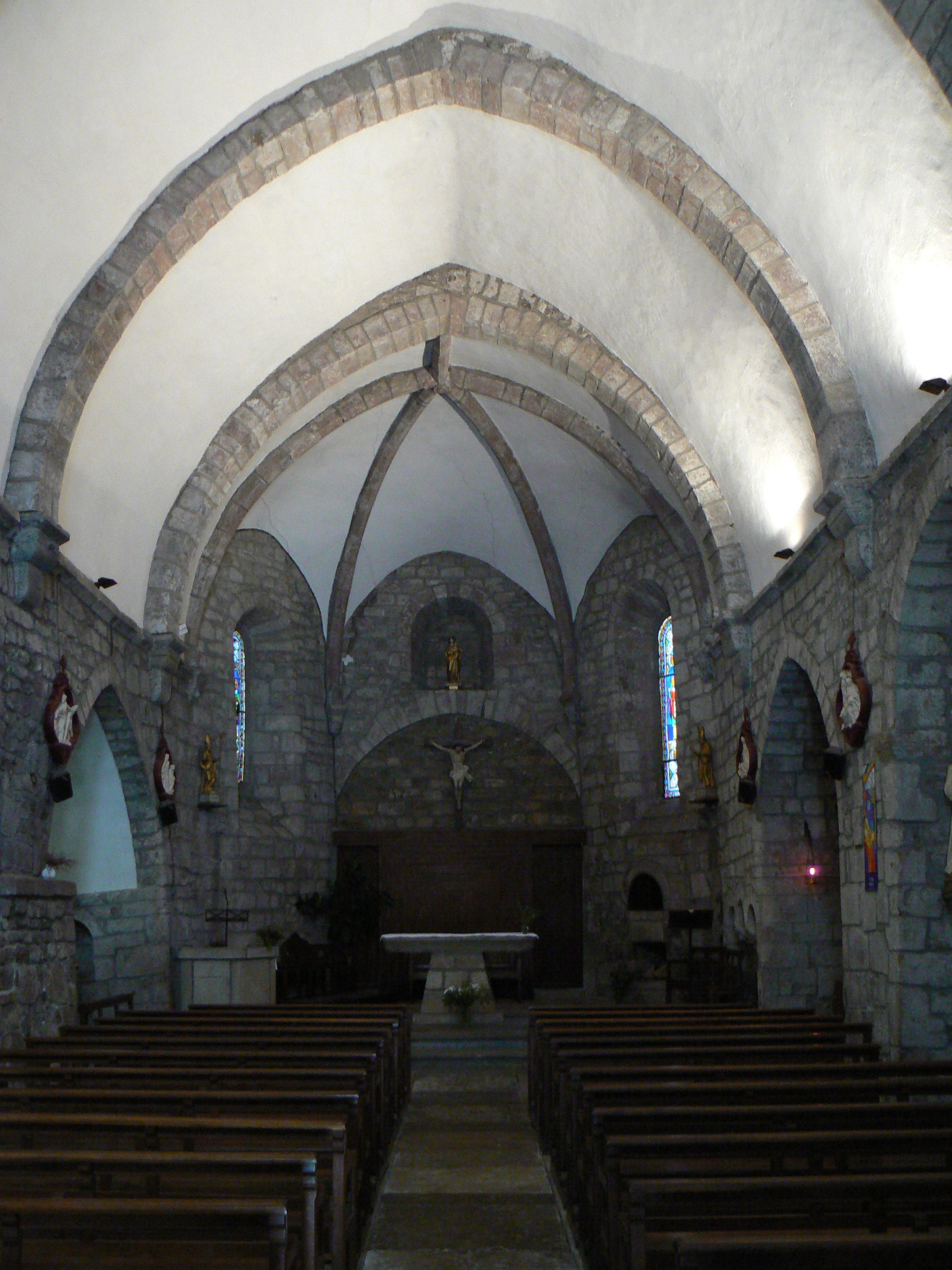
L'intérieur de l'église Saint-Médard.
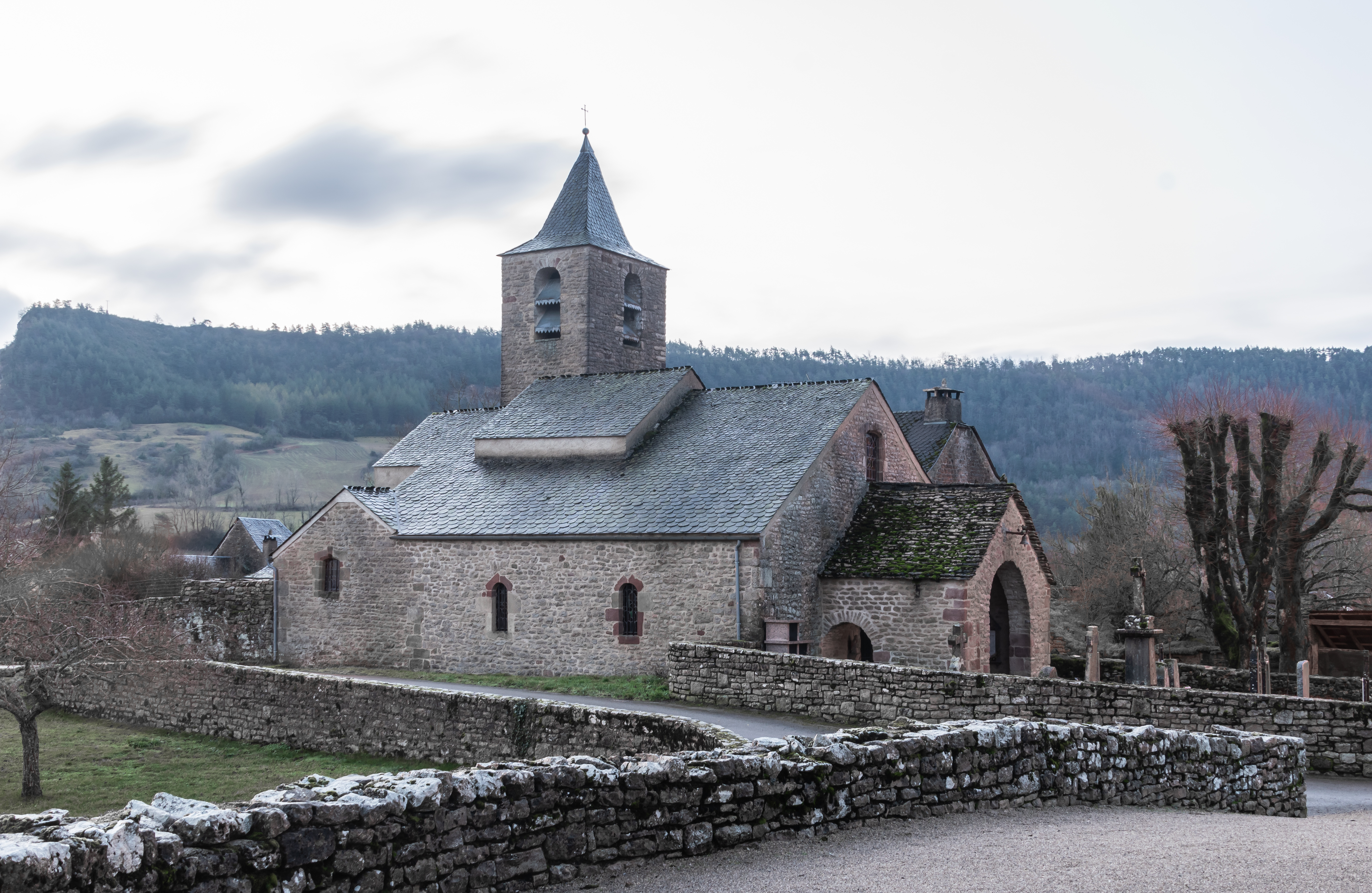
Église Saint-Vincent de Canilhac.

### Personnalités liées à la commune
- Raymond de Canillac, prélat né à Canilhac vers 1300, archevêque de Toulouse.